# Beneyam Demte
Beneyam Belye Demte (Dire Daua, 18 luglio 1998) è un calciatore etiope, centrocampista del St. George.

## Carriera

### Club
Il 10 agosto 2017 viene acquistato a titolo definitivo dalla squadra albanese dello Skënderbeu, con cui nell'arco di due stagioni totalizza complessivamente 25 presenze nella prima divisione albanese ed una presenza nei turni preliminari di Europa League. Si trasferisce poi in Svezia, dove tra il 2019 ed il 2020 gioca nella seconda divisione locale.

## Statistiche

### Presenze e reti nei club
Statistiche aggiornate all'11 novembre 2018.
| Stagione        | Squadra         | Campionato      | Campionato | Campionato | Coppe nazionali | Coppe nazionali | Coppe nazionali | Coppe continentali | Coppe continentali | Coppe continentali | Altre coppe | Altre coppe | Altre coppe | Totale | Totale |
| Stagione        | Squadra         | Comp            | Pres       | Reti       | Comp            | Pres            | Reti            | Comp               | Pres               | Reti               | Comp        | Pres        | Reti        | Pres   | Reti   |
| --------------- | --------------- | --------------- | ---------- | ---------- | --------------- | --------------- | --------------- | ------------------ | ------------------ | ------------------ | ----------- | ----------- | ----------- | ------ | ------ |
| 2017-2018       | Skënderbeu      | KS              | 10         | 0          | CA              | 5               | 2               | UEL                | 1                  | 0                  | -           | -           | -           | 16     | 2      |
| 2018-2019       | Skënderbeu      | KS              | 15         | 1          | CA              | 0               | 0               | -                  | -                  | -                  | SA          | 1           | 0           | 16     | 1      |
| Totale carriera | Totale carriera | Totale carriera | 25         | 1          |                 | 5               | 2               |                    | 1                  | 0                  |             | 1           | 0           | 32     | 3      |

### Cronologia presenze e reti in nazionale
| Cronologia completa delle presenze e delle reti in nazionale ― Etiopia | Cronologia completa delle presenze e delle reti in nazionale ― Etiopia | Cronologia completa delle presenze e delle reti in nazionale ― Etiopia | Cronologia completa delle presenze e delle reti in nazionale ― Etiopia | Cronologia completa delle presenze e delle reti in nazionale ― Etiopia | Cronologia completa delle presenze e delle reti in nazionale ― Etiopia | Cronologia completa delle presenze e delle reti in nazionale ― Etiopia | Cronologia completa delle presenze e delle reti in nazionale ― Etiopia |
| Data                                                                   | Città                                                                  | In casa                                                                | Risultato                                                              | Ospiti                                                                 | Competizione                                                           | Reti                                                                   | Note                                                                   |
| ---------------------------------------------------------------------- | ---------------------------------------------------------------------- | ---------------------------------------------------------------------- | ---------------------------------------------------------------------- | ---------------------------------------------------------------------- | ---------------------------------------------------------------------- | ---------------------------------------------------------------------- | ---------------------------------------------------------------------- |
| 8-10-2015                                                              | São Tomé                                                               | São Tomé e Príncipe                                                    | 1 – 0                                                                  | Etiopia                                                                | Qual. Mondiali 2018                                                    | -                                                                      | 31’                                                                    |
| 11-10-2015                                                             | Addis Abeba                                                            | Etiopia                                                                | 3 – 0                                                                  | São Tomé e Príncipe                                                    | Qual. Mondiali 2018                                                    | -                                                                      | 76’                                                                    |
| 14-11-2015                                                             | Addis Abeba                                                            | Etiopia                                                                | 3 – 4                                                                  | Rep. del Congo                                                         | Qual. Mondiali 2018                                                    | -                                                                      | 72’                                                                    |
| 21-1-2016                                                              | Butare                                                                 | Camerun                                                                | 0 – 0                                                                  | Etiopia                                                                | Campionato delle nazioni africane 2016                                 | -                                                                      | 90’                                                                    |
| 25-1-2016                                                              | Kigali                                                                 | Etiopia                                                                | 1 – 2                                                                  | Angola                                                                 | Campionato delle nazioni africane 2016                                 | -                                                                      | 80’                                                                    |
| 9-9-2018                                                               | Auasa                                                                  | Etiopia                                                                | 1 – 0                                                                  | Sierra Leone                                                           | Qual. Coppa d'Africa 2019                                              | -                                                                      | 86’                                                                    |
| 10-10-2018                                                             | Bahar Dar                                                              | Etiopia                                                                | 0 – 0                                                                  | Kenya                                                                  | Qual. Coppa d'Africa 2019                                              | -                                                                      | 66’                                                                    |
| 18-11-2018                                                             | Addis Abeba                                                            | Etiopia                                                                | 0 – 2                                                                  | Ghana                                                                  | Qual. Coppa d'Africa 2019                                              | -                                                                      | 78’                                                                    |
| 4-9-2019                                                               | Bahar Dar                                                              | Etiopia                                                                | 0 – 0                                                                  | Lesotho                                                                | Qual. Mondiali 2022                                                    | -                                                                      | 63’                                                                    |
| 8-9-2019                                                               | Maseru                                                                 | Lesotho                                                                | 1 – 1                                                                  | Etiopia                                                                | Qual. Mondiali 2022                                                    | -                                                                      |                                                                        |
| 25-3-2022                                                              | Moroni                                                                 | Comore                                                                 | 2 – 1                                                                  | Etiopia                                                                | Amichevole                                                             | -                                                                      | 67’                                                                    |
| 28-5-2022                                                              | Bahar Dar                                                              | Etiopia                                                                | 1 – 1                                                                  | Lesotho                                                                | Amichevole                                                             | -                                                                      | 45’                                                                    |
| 30-5-2022                                                              | Bahar Dar                                                              | Etiopia                                                                | 1 – 1                                                                  | Lesotho                                                                | Amichevole                                                             | -                                                                      | 69’                                                                    |
| 14-1-2023                                                              | Baraki                                                                 | Etiopia                                                                | 0 – 0                                                                  | Mozambico                                                              | Campionato delle nazioni africane 2022                                 | -                                                                      | 62’                                                                    |
| 17-1-2023                                                              | Baraki                                                                 | Algeria                                                                | 1 – 0                                                                  | Etiopia                                                                | Campionato delle nazioni africane 2022                                 | -                                                                      | 45’                                                                    |
| 21-1-2023                                                              | Annaba                                                                 | Libia                                                                  | 3 – 1                                                                  | Etiopia                                                                | Campionato delle nazioni africane 2022                                 | -                                                                      |                                                                        |
| 24-3-2023                                                              | Casablanca                                                             | Guinea                                                                 | 2 – 0                                                                  | Etiopia                                                                | Qual. Coppa d'Africa 2023                                              | -                                                                      | 45’                                                                    |
| Totale                                                                 |                                                                        | Presenze                                                               | 17                                                                     |                                                                        | Reti                                                                   | 0                                                                      |                                                                        |